# Río Asanogawa
Asano-gawa (en japonés: 麻の川; Asano-gawa) es uno de los dos ríos que cruzan la ciudad de Kanazawa (el otro es el Saigawa), contribuyendo con sus aguas a la belleza de los famosos jardines de la ciudad.
- Datos: Q11557352
- Multimedia: Asano River / Q11557352